# Janvier 2005 en Afrique

## 1erjanvier
- Burundi : quarante-six rebelles des Forces nationales de libération (FNL), le dernier mouvement rebelle du Burundi, et trois soldats ont été tués, lors d'une « opération d'envergure » de l'armée près de la capitale du pays, Bujumbura, a-t-on appris, dimanche, auprès de l'armée.
- Madagascar : l’ariary a remplacé le franc malgache comme monnaie.
- Maroc : mise en place d’une couverture médicale de base pour les salariés actifs et les retraités des secteurs public et privé et leurs ayants droit, soit environ 5 millions de personnes (17 % de la population).
- République démocratique du Congo : des pluies torrentielles dans la nuit de samedi à dimanche à Uvira  ont causé un mort et emporté une centaine de maisons.

## 2 janvier
- Mali : finale au Stade omnisports Modibo Keïta à Bamako du 1er tournoi de football féminin au Mali. Victoire de l'AS Mandé contre les super Lionnes d'Hamdallaye, deux équipes de Bamako.

## 3 janvier
- Algérie : annonce par les autorités algériennes de l'arrestation de Nourredine Boudiafi, chef du GIA. Ce mouvement islamiste avait signé nombre d'attentats et avait terrorisé les Algériens des années durant.
- Mali : grève de 72 heures des étudiants des lycées, des facultés, et des écoles professionnelles et techniques de Bamako pour apporter leur soutien à leurs camarades arrêtés depuis près d'un mois dans le cadre de l'enquête sur la mort tragique de l'étudiant Mamadou Dramane Traoré.

## 4 janvier
- Sénégal : la rencontre d’évaluation du processus de Bamako (2000), portant sur les « institutions et pratiques démocratiques dans l’espace francophone », a été organisé à Dakar les 4 et 5 janvier 2005, par l'Organisation internationale de la francophonie en partenariat avec le Haut commissariat aux Droits de l’homme et à la promotion de la Paix au Sénégal.

### 5 janvier
- Mauritanie : la peine de mort contre l'ex-commandant mauritanien Saleh Ould Henenna accusé d'être le principal responsable d'une série de putschs en 2003 et 2004 en Mauritanie a été requise par la cour criminelle de Wad Naga (est de Nouakchott).

## 6 janvier
- Afrique du Sud : Nelson Mandela, ancien président de l’Afrique du Sud et figure du combat contre l’apartheid, a annoncé lors d’une conférence de presse à Johannesbourg, que son fils Makghato Mandela, âgé de 56 ans, est décédé du VIH-SIDA.  « En parler est le seul moyen d’arrêter de voir le sida comme une maladie extraordinaire, à cause de laquelle les gens iront en enfer plutôt qu’au paradis », a déclaré celui qui combat depuis des années le tabou et les discriminations liées à cette maladie.

- Zambie : des milliers de Zambiens ont manifesté jeudi à Lusakala capitale pour réclamer l'adoption d'une nouvelle Constitution avant les élections générales prévues en 2006.

## 7 janvier
- Mali : ouverture de la 5e édition du Festival du désert à Essakane (du 7 au 9 janvier).
- Somalie : nomination d'un nouveau gouvernement somalien à Nairobi (Kenya) par le premier ministre Ali Mohamed Gedi.
- République démocratique du Congo : Un rapport interne de l'Organisation des Nations unies rendu public le 7 janvier établit que des soldats « casques bleus » de différentes nationalités déployés en RDC ont commis des abus sexuels. Les soldats « achetaient » des relations sexuelles avec des jeunes filles âgées de 12 à 18 ans contre des sommes dérisoires (moins de  5 dollars) et un peu de nourriture.

## 9 janvier
- Soudan : un accord de paix final au Soudan du Sud a été signé dimanche à Nairobi entre le vice-président soudanais Ali Osmane Taha et John Garang, chef de la rébellion sudiste de l'Armée populaire de libération du Soudan (SPLA), mettant un terme au plus long conflit en Afrique (21 ans).

- Afrique de l'ouest : la FAO recommande aux pays d'Afrique de l'Ouest et du Nord-Ouest (Mali, Sénégal, Mauritanie, Gambie, Guinée-Bissau, Maroc, Algérie)  de poursuivre la lutte contre les criquets pèlerins et de rester vigilants en dépit des récentes améliorations constatées dans les actions antiacridiennes. Un séminaire international scientifique sur le criquet pèlerin sera organisé à Dakar du 11 au 13 janvier.

## 10 janvier
- Île Maurice : ouverture de la conférence de l’Alliance des petits États insulaires (Aosis) sur l’avancée du plan d’action signé en 1994 à la Barbade.

- Union africaine : ouverture du premier sommet des chefs d’État du Conseil de paix et de sécurité (CPS) de l’Union africaine (UA) qui se tient à Libreville (Gabon) les 10 et 11 janvier 2005. Ce sommet est consacré à la situation en Côte d’Ivoire, en République démocratique du Congo et au Darfour.

RFI
- Gabon : à l'occasion du sommet de l'Union africaine (UA) à Libreville, Le président gabonais Omar Bongo Ondimba a souhaité la création d'un organisme africain d'intervention humanitaire d'urgence en cas de catastrophe naturelle ou de conflit.

- Soudan : des milliers de Soudanais ont manifesté leur joie dans les rues de Khartoum à la suite de la signature d’un accord de paix entre le régime islamique de Khartoum et la rébellion de John Garang dimanche à Nairobi, au Kenya.

- Guinée : un forum des jeunes pour la paix et le développement s’est tenu du 10 au 12 janvier 2005 à Conakry. Organisé par le PNUD (Programme des Nations unies pour le développement) en collaboration avec la Communauté économique des États de l'Afrique de l'Ouest (CEDEAO), il a réuni une cinquante de jeunes de la Côte d'Ivoire, de la Guinée, du Liberia et de la Sierra Leone, représentants d'associations estudiantines, de responsables des organisations nationales des jeunes, ainsi que des jeunes des zones rurales et des zones frontalières de ces quatre pays. Ces jeunes se sont engagés à contribuer à la consolidation de la paix et le développement de la sous-région ouest-africaine, et à promouvoir le rôle des jeunes dans le processus de paix et de développement en Côte d'Ivoire, et au sein de l'Union du fleuve Mano (UFM, regroupant Guinée, Liberia et Sierra Leone).

## 11 janvier
- Sénégal : ouverture à Dakar d’un séminaire scientifique international sur le criquet pèlerin à l’initiative du chef de l’État sénégalais, Abdoulaye Wade qui appelle « tous les chefs d’État aussi bien ceux des pays développés que ceux en voie de l’être, à tous les bailleurs et institutions spécialisées pour la conjugaison de nos efforts, afin de venir à bout de ce fléau qui remonte dans la nuit des temps ».

## 12 janvier
- Kenya : le ministre des Sports Ochilo Ayacko annonce que le Kenya souhaite déposer sa candidature pour l’organisation des Jeux olympiques de 2016.

## 13 janvier
- Santé : les ministres de la santé du Niger, du Nigeria, de l’Égypte, du Burkina Faso, de la Côte d'Ivoire, de la République centrafricaine, du Soudan, et du Tchad se sont réunis à Genève au siège de l’Organisation mondiale de la santé. Ils ont décidé d’organiser une série de campagnes de vaccination contre la poliomyélite et de renforcer la surveillance épidémiologique. En 2004, le nombre d'enfants africains frappés de poliomyélite a doublé pour atteindre 1 037[1].

## 14 janvier
- Cameroun : ouverture de la 1re biennale de la Photographie et des Arts Visuels, à Douala au Cameroun qui se déroulera jusqu’au 23 janvier. Sur le thème « Traces et Mémoire » quatorze photographes et dix-sept artistes peintres africains, afro caribéens et européens exposent leurs œuvres.

- Mali : clôture de la rencontre à Bamako des représentants de cinq pays d'Afrique sub-saharienne producteurs de coton (Mali, Bénin, Burkina Faso, Sénégal et Tchad) qui insistent sur la nécessité pour les pays développé de réduire les subventions accordées à leurs agriculteurs. « Pour la seule campagne 2004-2005, l'Afrique de l'ouest et du centre connaîtra un déficit estimé à plus de 220 milliards de FCFA, soit plus de 400 millions de dollars, aggravant ainsi la pauvreté en annihilant les efforts de développement », ont-ils déclaré dans un communiqué commun.

- Algérie : le gouvernement algérien et les tribus kabyles (âarchs) ont signé un accord afin de résoudre la crise qui sévit en Kabylie depuis quatre ans. Les âarchs souhaitent la reconnaissance de leur identité berbère et un plan de relance économique pour leur région.

## 15 janvier
- Football : ouverture de la Coupe d’Afrique des Nations (CAN) junior à Cotonou (Bénin) par le match Mali-Côte d’Ivoire. En 2003, les jeunes Égyptiens avaient reporté la coupe à Ouagadougou.

- Afrique du Sud : des milliers de sud-africains ont assisté à Qunu aux funérailles de Makgatho Mandela, fils de Nelson Mandela, décédé le 6 janvier à 54 ans des suites du Sida. Le président sud-africain Thabo Mbeki et l'ancien archevêque du Cap, Desmond Tutu étaient présents.

- Mozambique : la Grande-Bretagne a décidé d’annuler la dette de 150 millions de dollars contracté par le Mozambique a annoncé, Gordon Brown, ministre britannique des Finances en visite à Maputo. La Grande-Bretagne remboursera à 10 % la dette que le Mozambique a contractée auprès de la Banque mondiale et d'autres créanciers internationaux.

- Côte d’Ivoire : le Rassemblement des républicains, parti politique de l’opposition, a annoncé que son candidat pour l’élection présidentielle d’octobre 2005 sera Alassane Ouattara.

- Niger : l’Assemblée nationale a décidé d’augmenter la TVA sur des biens de consommation courante, (huile, farine de blé, lait et sucre). L’opposition, les syndicats et différentes organisations civiles ont protesté contre cette mesure qui risque d’appauvrir encore plus la population.

- Rwanda : huit mille nouvelles juridictions « gacaca », (tribunaux populaires chargés de juger les auteurs présumés du génocide rwandais de 1994), ont entamé la phase administrative de leur travail. Ils viennent se rajouter les 750 « gacaca » pilotes mis en place depuis 2001.

- République démocratique du Congo : un baleinier transportant 190 personnes a chaviré sur la rivière Kasaï. Le nombre de victimes s’élève à 150 personnes.

- Mali : Le tombeau des Askia à Gao a été inscrit sur la liste du patrimoine mondial de l’Unesco. Construit en banco en 1495 par l’empereur songhaï Askia Mohammed, il rejoint trois autres sites classés au Mali : Tombouctou, Djenné et le pays Dogon.

## 16 janvier
- Sénégal : décès à Dakar de Ndongo Lô chanteur populaire de « mbalax », surnommé « l’étoile de la banlieue de Dakar ».

- Guinée-Bissau : le Brésil offrira un traitement d’antirétroviraux au malade guinéen du SIDA (officiellement 43 000) à la suite d'un accord signé par les deux pays qui comprend aussi la formation du personnel médical et la prise en charge des séropositifs.

- Bénin : Youssouf Samiou, gardien de but de l’équipe nationale junior a été agressé sur la plage de l’hôtel où était logé l’équipe pour la Coupe d'Afrique des Nations junior et est décédé des suites de ces blessures.

## 17 janvier
- Burundi : le Fonds africain de développement (FAD) a accordé 36 millions de dollars afin de permettre le financement des réformes socio-économiques de ce pays ravagé par 11 années de guerre civile.

- Madagascar : le Fonds africain de développement (FAD) a accordé un don de neuf millions de dollars dans le cadre de la lutte contre le Sida et les maladies sexuellement transmissibles afin que Madagascar sécurise les transfusions sanguines et accroîsse l'accès aux soins préventifs et curatifs.

- République démocratique du Congo : le Haut Commissariat des Nations unies pour les réfugiés (HCR) a annoncé qu’au moins 15 000 Congolais se sont réfugiés en Ouganda depuis le 11 janvier, fuyant l'insécurité régnant dans l'est de la République démocratique du Congo.

- Maroc : début de la visite officielle du roi d'Espagne, Juan Carlos, à Marrakech, où il est accueilli par le roi Mohammed VI.

- Afrique du Sud : à l’ouverture d’une réunion réunissant 18 ministre des finances africains, Gordon Brown, ministre britannique des Finances a souhaité l'annulation de la dette « impayable » de pays africains et a présenté l’ébauche d’un plan de lutte contre la pauvreté en Afrique qui a reçu le soutien de l’ancien président sud-africain Nelson Mandela.

- Guinée : les responsables de la Fédération syndicale professionnelle de l'éducation ont annoncé à la radio la suspension de la grève des enseignants commencée le 10 janvier et qui portait essentiellement sur l'augmentation des salaires et le recrutement dans la Fonction publique de tous les contractuels.

- Algérie : le président de la République, Abdelaziz Bouteflika a décidé des mesures de grâce au profit des personnes détenues condamnées définitivement, à l'occasion de la célébration de l'Aïd el-Kebir. Cette grâce collective devrait permettre la libération de 5065 condamnés.

## 18 janvier
- Soudan : une campagne de vaccination contre la poliomyélite a débuté dans les États soudanais du Nil Supérieur et de Bahr el-Ghazal. Un million d’enfants de moins de cinq ans devront être prochainement vaccinés.

## 19 janvier
- Sénégal : l’athlète Ne Ndoye (championne d'Afrique du saut en longueur) a reçu le lion d'or qui récompense le meilleur sportif sénégalais de l’année.

- Burundi : le Programme alimentaire mondial des Nations unies a annoncé qu’il allait nourrir dans les mois à venir plus de 500 000 personnes vivant dans les provinces de Kirundo et Muyinga dans le nord du pays. 80 % des habitants de Kirundo et 50 % des habitants de Muyinga sont menacées de famine, qui a déjà fait une centaine de morts.

- CEDEAO : Mamadou Tandja, président du Niger, a été élu président de la Communauté économique des États de l'Afrique de l'Ouest, en remplacement du ghanéen John Kufuor.

- Ouganda : 417 condamnés à mort ont contesté devant la Cour constitutionnelle « la légalité et la constitutionnalité » de la peine de mort.

- Rwanda : le président Paul Kagame, rappelant que « les maladies, la guerre et la pauvreté sont les principaux facteurs de la misère dans laquelle se trouvent les populations africaines », a appelé les pays donateurs à soutenir l'action des pays africains dans les secteurs de la santé, du maintien de la sécurité et de l'économie, afin d’atteindre les objectifs du millénaire pour le développement, fixés en 2000 par l'ONU.

- Guinée : des coups de feu ont été tirés en direction du cortège du président Lansana Conté à Conakry. Les autorités considèrent qu’il s’agit d’une tentative de coup d’État et d’assassinat du président guinéen qui est indemne.

- Cameroun : un incendie, probablement d’origine criminelle, a dévasté un site traditionnel de la chefferie de Bandjoun fondé au XVIIIe siècle et composé d’un palais royal, d’un musée, et de différentes cases à l’architecture typiquement bamilékée

## 20 janvier
- Bénin : La police a interpellé un trafiquant avec quinze enfants victimes à Lokossa, (105 km au sud-ouest de Cotonou) alors qu'ils allaient au Nigeria. Selon l’UNICEF, 6000 enfants travaillent actuellement au Nigeria, victime de ce trafic d’enfants, dont près de 2000 dans les carrières d’Abeokuta, à proximité de la frontière du Bénin.

- Éthiopie : l’équipe de l’archéologue Sileshi Semaw annonce dans la revue Nature avoir découvert les ossements d’hominidés Ardipithecus ramidus, datant d’environ 4,5 millions d’année sur le site de fouille de Gona dans la région de l’Afar.

## 21 janvier
- Afrique de l’Ouest : la fête musulmane de la tabaski (Aïd el-Kebir) est célébré aujourd’hui en Gambie, en Guinée-Bissau, au Mali, en Mauritanie, au Niger et au Sénégal. En Guinée, elle a été célébrée jeudi 20 janvier.

- Ouganda : un incendie s’est déclaré dans le camp de réfugiés d'Agweng dans le nord du pays.

## 22 janvier
- République centrafricaine : le président gabonais Omar Bongo Ondimba a reçu le 22 janvier pour une tentative de médiation le président centrafricain François Bozizé et 4 candidats recalés pour l’élection présidentielle du 13 février 2005. Sept candidats avaient été recalés par la Cour constitutionnelle le 30 décembre 2004. L’accord signé samedi soir autorise six des sept candidats recalés à se présenter. Seul l’ancien président Ange-Félix Patassé, en exil au Togo, n’a pas été autorisé à se présenter car il fait « l'objet de poursuites judiciaires devant les juridictions centrafricaines ». Les élections sont reportées au 13 mars 2005.

- Rwanda : une projection du film Parfois en avril (Sometimes in April), une fiction sur le génocide au Rwanda en 1994 a eu lieu dans un stade à Kigali. Il s’agit de la première projection du film du réalisateur Raoul Peck.

- Guinée : le président de la Commission de l’Union africaine, Alpha Oumar Konaré, a condamné la tentative d « assassinat politique » du président guinéen Lansana Conté le 19 janvier à Conakry.

## 23 janvier
- Kenya : des affrontements liés au contrôle de l’eau ont lieu entre les communautés Kikuyu et Maasai à Naivasha (dans la vallée du rift). Depuis le 22 janvier, elles ont entraînés 16 morts et provoqués l’exil de centaines de personnes.

- Rwanda : une deuxième projection publique du film Parfois en avril sur le génocide au Rwanda a attiré 18 000 personnes à Kigali.

## 24 janvier
- Afrique du Sud : ouverture du procès contre Mark Scott-Crossley, un fermier blanc sud-africain et ses complices accusés d’avoir jeté aux lions un ouvrier agricole noir. Les trois accusés ont plaidé non coupable.

- Mali : visite officielle jusqu'au 26 janvier du président mauritanien Maaouiya Ould Taya consacré principalement à la coopération bilatérale entre les deux pays sur les questions économiques et commerciales et de sécurité.

- République centrafricaine : l’ancien président Ange-Félix Patassé a dénoncé l’accord signé à Libreville le 22 janvier entre le président François Bozizé et les autres candidats à la présidentielle. Cet accord excluait la candidature de Ange-Félix Patassé à l’élection présidentielle qui doit se tenir le 13 mars 2005.

- Côte d’Ivoire : « L’Association des rois et chefs traditionnels de Côte d'Ivoire » s’est réuni en assemblée générale les 24 et 25 janvier à Abidjan afin de créer un Conseil supérieur des rois et chefs traditionnels de Côte d'Ivoire qui regroupera les douze rois du pays, les 11 800 chefs de villages et les 145 chefs de cantons et des tribus. Le conseil, composé de 21 membres est présidé par Nanan Agnini Bilé II, roi du Djuablin, dans la région d'Agnibilékrou (200 km au nord-est d'Abidjan). Il doit permettre aux autorités administratives et politiques du pays d’apporter un soutien moral et financier à la chefferie traditionnelle

## 25 janvier
- Madagascar : le président Marc Ravalomanana a reçu à Paris le prix Louise-Michel « pour son action dans la défense et la promotion de la démocratie, des droits de l’Homme et de la paix ».

- Burkina Faso : deuxième édition du forum national sur la prise en charge des personnes vivant avec le VIH/sida à Ouagadougou sur les thèmes du dépistage volontaire et des orphelins et enfants vulnérables dans le contexte de la pandémie du VIH/sida.

## 27 janvier
- Sahara occidental : le Comité international de la Croix-Rouge a annoncé que le front Polisario, mouvement indépendantiste, a relâché cette semaine 100 prisonniers marocains.

- Somalie : Ghanim Alnajjar, envoyé de l'ONU chargé des droits de l'Homme pour la Somalie, a appelé la communauté internationale à aider la Somalie à mettre en place des institutions respectueuses des droits de l’homme.

- Rwanda : le ministre rwandais des Affaires étrangères, Charles Murigande a déclaré à Abuja où se tient la réunion des ministres des affaires étrangères de l'Union africaine que son pays est toujours menacé par les rebelles rwandais des ex-FAR (soldats de l'ex-armée rwandaise) et les miliciens hutus interahamwe qui ont perpétré le génocide de 1994.

## 28 janvier
- Gabon : le gouvernement dénonce la responsabilité de la Société d’énergie et d’eau du Gabon (SEEG), société privatisée détenue à 51 % par le groupe français Veolia Water dans la pénurie d’eau qu’ont connu récemment les habitants de Libreville.  « Les causes réelles de ces dysfonctionnements sont le fait d'un manque d'entretien du matériel hérité par le concessionnaire depuis la privatisation de la SEEG ».

- Niger : les douanes françaises ont saisi à l'aéroport de Roissy 845 pièces d'art africain d'une « valeur inestimable » en provenance du Niger et à destination de la Belgique. Selon Marie-Hélène Moncel, chercheuse au CNRS et experte en préhistoire auprès du Muséum national d'histoire naturelle de Paris, ces pièces couvrent « quasiment toute l'histoire et la préhistoire de l'Afrique ».

## 29 janvier
- Football : finale de Coupe d'Afrique des nations junior à Cotonou (Bénin) marqué par la victoire du Nigeria contre l'Égypte, le Bénin gagne la 3e place en battant le Maroc.

## 31 janvier
- Algérie : 8e congrès du Front de libération nationale (FLN) placé sous le signe de « l'unité, la réconciliation et la continuité », à Alger en présence de plus de 2 000 délégués.